# Chedra
Chedra é um gênero de traça pertencente à família Agonoxenidae.